# Arthraxon
Arthraxon is een geslacht uit de grassenfamilie (Poaceae). De soorten van dit geslacht komen voor in tropische gebieden.

## Soorten (selectie)
Van het geslacht zijn onder andere de volgende soorten bekend:
- Arthraxon antsirabensis
- Arthraxon castratus
- Arthraxon cuspidatus
- Arthraxon depressus
- Arthraxon echinatus
- Arthraxon epectinatus
- Arthraxon hispidus
- Arthraxon inermis
- Arthraxon jubatus
- Arthraxon junnarensis
- Arthraxon lanceolatus
- Arthraxon lancifolius
- Arthraxon meeboldii
- Arthraxon microphyllus
- Arthraxon multinervis
- Arthraxon nudus
- Arthraxon prionodes
- Arthraxon raizadae
- Arthraxon santapaui
- Arthraxon submuticus
- Arthraxon typicus
- Arthraxon villosus